# Camponotus solenobius
Camponotus solenobius är en myrart som beskrevs av Menozzi 1926. Camponotus solenobius ingår i släktet hästmyror, och familjen myror. Inga underarter finns listade.